# Seznam brazilských fotografek

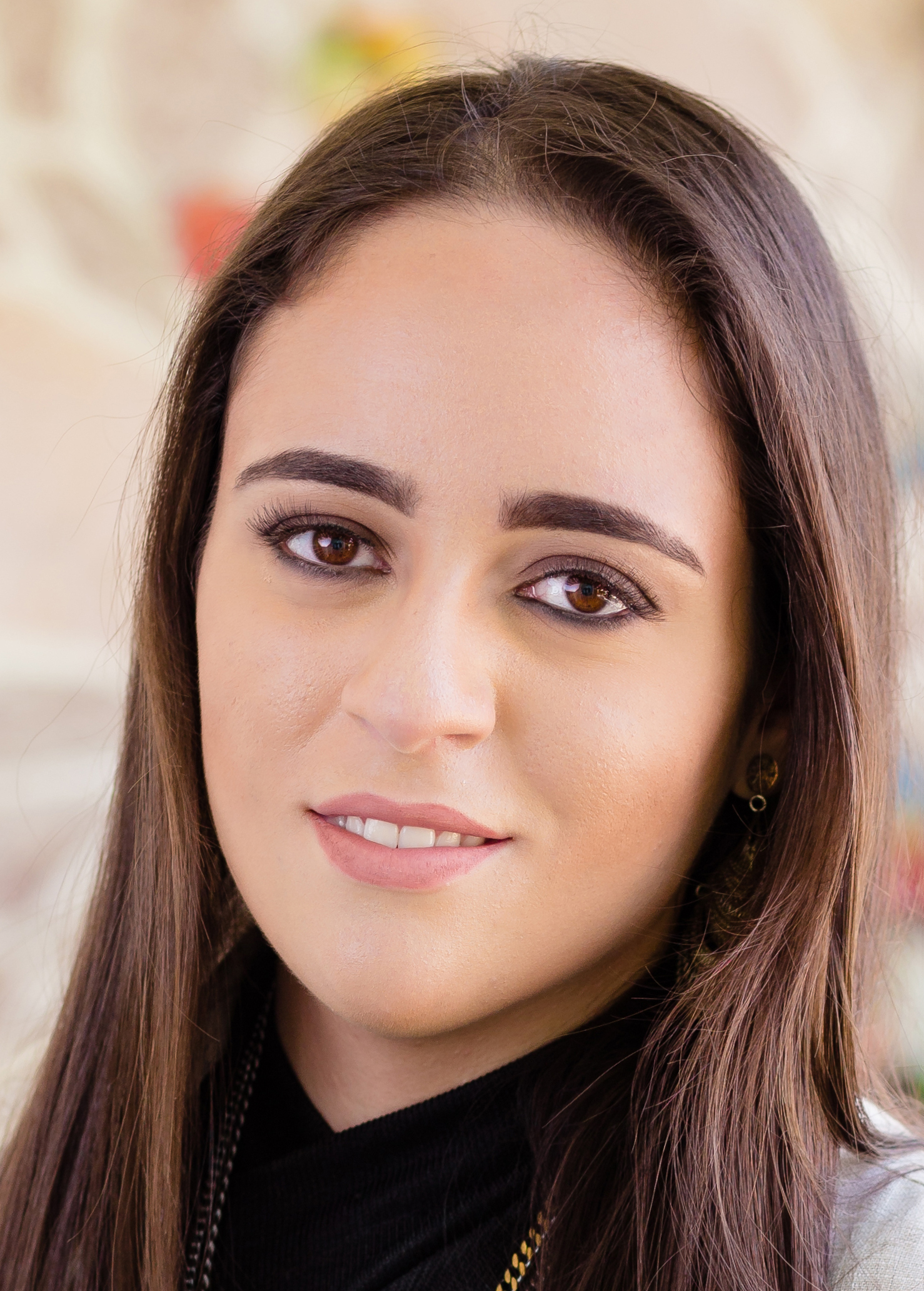
Marina Amaral (* 1994)

Livia Elektra (* 1990)

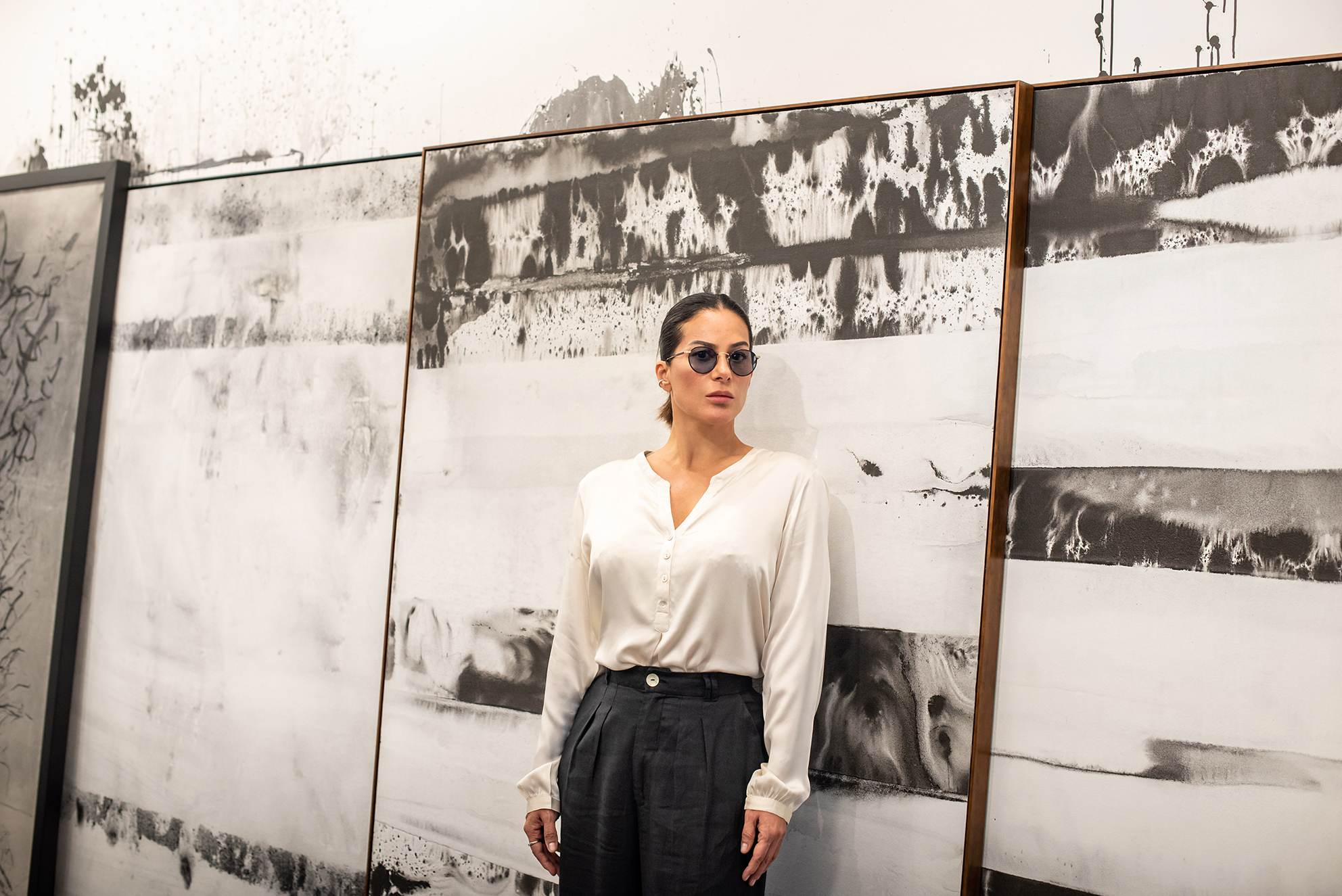
Paula Klien‎

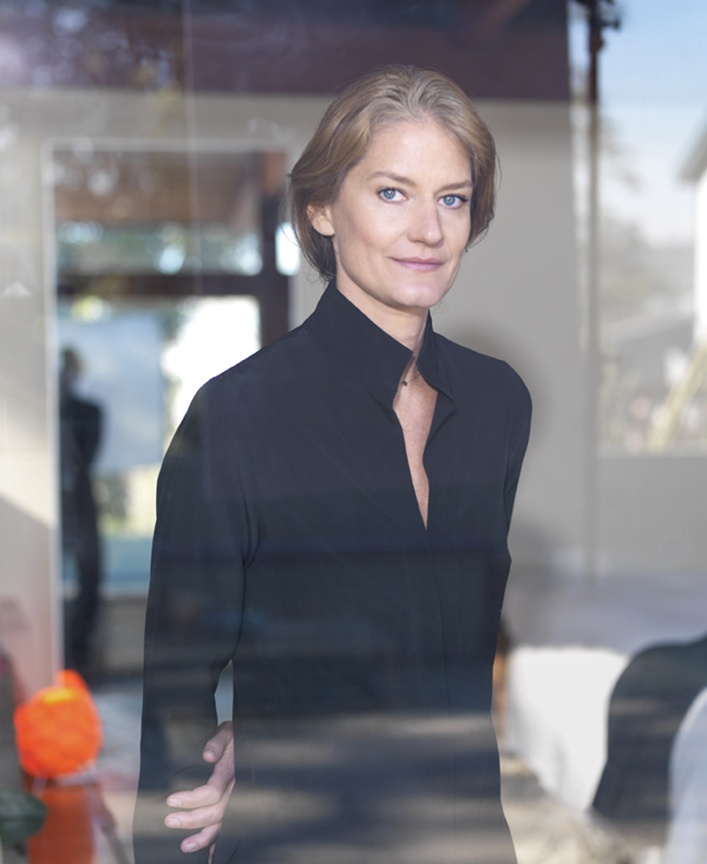
Mona Kuhn‎

Toto je seznam brazilských fotografek, které se v Brazílii narodily nebo jejichž díla jsou s touto zemí úzce spojena.

## A
- Mara Álvaresová (* 1948), umělkyně, specializuje se především na fotografii
- Marina Amaral (* 1994), koloruje historické černobílé fotografie
- Claudia Andujar (* 1931), švýcarsko brazilská fotografka a aktivistka

## B
- Brígida Baltarová (* 1959)
- Monica Barki (* 1956)
- Dorita Barrettová (1915–1973)
- Gabriela Biló (* 1989)
- Maureen Bisilliatová (* 1931)
- Marcela Bonfimová (* 1983)
- Alice Brillová (1920–2013)

## C
- Rochelle Costi (* 1961)
- Bia Corrêa do Lago (* 1958)
- Lita Cerqueira (* 1952)
- Mana Coelho (* 1957)

## D
- Angelica Dass‎ová (* 1979)

## E
- Livia Elektra (* 1990)

## G
- Zélia Gattai (1916–2008)
- Rosa Gauditano (1955–2025), fotografka dokumentující situaci marginalizovaných lidí v Brazílii od 70. let 20. století, jako jsou LGBT a domorodé obyvatelstvo
- Anna Bella Geiger (* 1933), malířka, sochařka, tiskařka, fotografka a učitelka

## K
- Paula Klien‎ová (* 1968)
- Mona Kuhn‎ová (* 1969)

## L
- Elza Lima (* 1952)

## M
- Beth Moysésová (* 1960)
- Lucia Mindlin Loebová (* 1973)
- Walda Marquesová (* 1962)

## P
- Inés Paulino (* 1944)
- Lenita Perroy (1937–2018)
- Simonetta Persichetti‎ (?)

## R
- Rosângela Rennó‎ (* 1962)
- Gioconda Rizzo (1897–2004)
- Cora Rónai (* 1953)

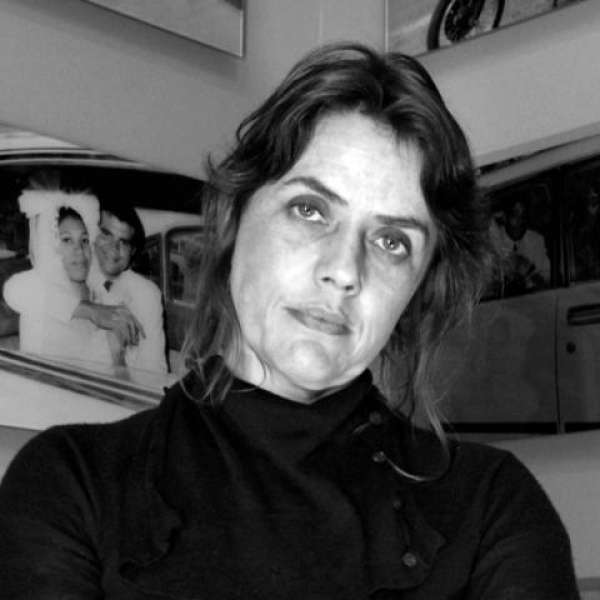
Rosângela Rennó‎

- Hildegard Rosenthalová (1913–1990), švýcarsko-brazilská fotografka

## S
- Irene Santosová (* 1947)

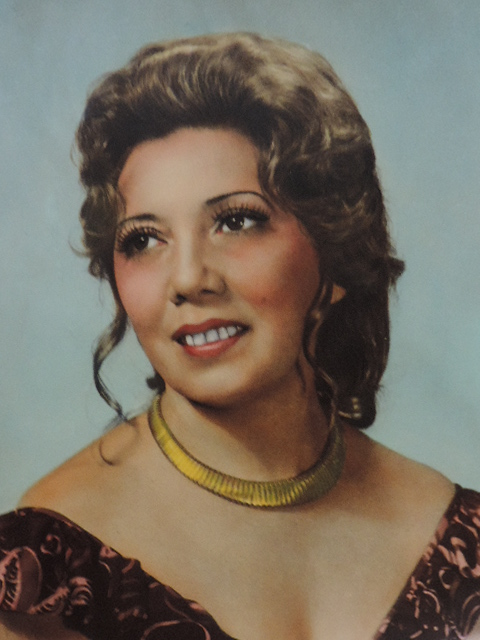
Telma Saraiva

- Madalena Schwartzová (1923–1993), maďarsko-brazilská fotografka
- Marion Strecker‎ová (* 1960)
- Telma Saraiva (1928–2015)

## V
- Cybèle Varela (* 1943)
- Regina Vaterová (* 1943)
- Cláudia Versiani (1947–2022)
- Fanny Volková (1867—1948)

## W
- Bárbara Wagnerová (* 1980), filmařka, fotografka a výtvarná umělkyně